# 二堰街道
二堰街道，是中华人民共和国湖北省十堰市茅箭区下辖的一个乡镇级行政单位。

## 行政区划
二堰街道下辖以下地区：
源园社区、火车站社区、垭子社区、老街社区、二堰桥社区、郑家沟社区、富康社区、擂鼓台社区、三堰社区、百二河村、十堰桥村和姜湾村。